# ال دورادو (کانزاس)
ال دورادو (به انگلیسی: El Dorado) شهری در ایالت کانزاس کشور ایالات متحده آمریکا است که جمعیت آن در سرشماری سال ۲۰۱۰ میلادی، ۱۳٬۰۲۱ نفر بوده است.